# ستوژتس (ناحیه پراخاتیتسه)
ستوژتس (به چکی: Stožec) یک منطقهٔ مسکونی در جمهوری چک است که در ناحیه پراخاتیتسه واقع شده‌است. ستوژتس ۱۰۴٫۷۷۹۵۵۳ کیلومتر مربع مساحت و ۲۱۰ نفر جمعیت دارد و ۷۸۰ متر بالاتر از سطح دریا واقع شده‌است.